# 로베르트 요한손
로베르트 회네렌 요한손(노르웨이어: Robert Høneren Johansson, 1990년 3월 23일~)은 노르웨이의 스키점프 선수이다. 올림픽에서 금메달 1개, 동메달 2개를 획득했으며, 2018년 동계 올림픽 라지힐 단체전 우승을 차지한 노르웨이팀의 일원이다. 세계 노르딕 스키 선수권 대회에서는 은메달 2개, 동메달 1개를 획득했다.
2017년 3월 18일 스키점프 거리 기록 252m를 기록하며 노르웨이 국가 기록을 갱신했다. 이는 당시 세계 기록이기도 하다.